# Sant’Albano Stura
Sant’Albano Stura ist eine italienische Gemeinde in der Provinz Cuneo (CN), Region Piemont.

## Lage und Einwohner
Sant’Albano Stura liegt rund 20 km nordöstlich von der Provinzhauptstadt Cuneo an der Stura di Demonte. Das Gemeindegebiet umfasst eine Fläche von 28 km² und hat 2391 Einwohner (Stand 31. Dezember 2023).
Die Nachbargemeinden sind Fossano, Magliano Alpi, Montanera, Morozzo, Rocca de’ Baldi und Trinità.

## Geschichte

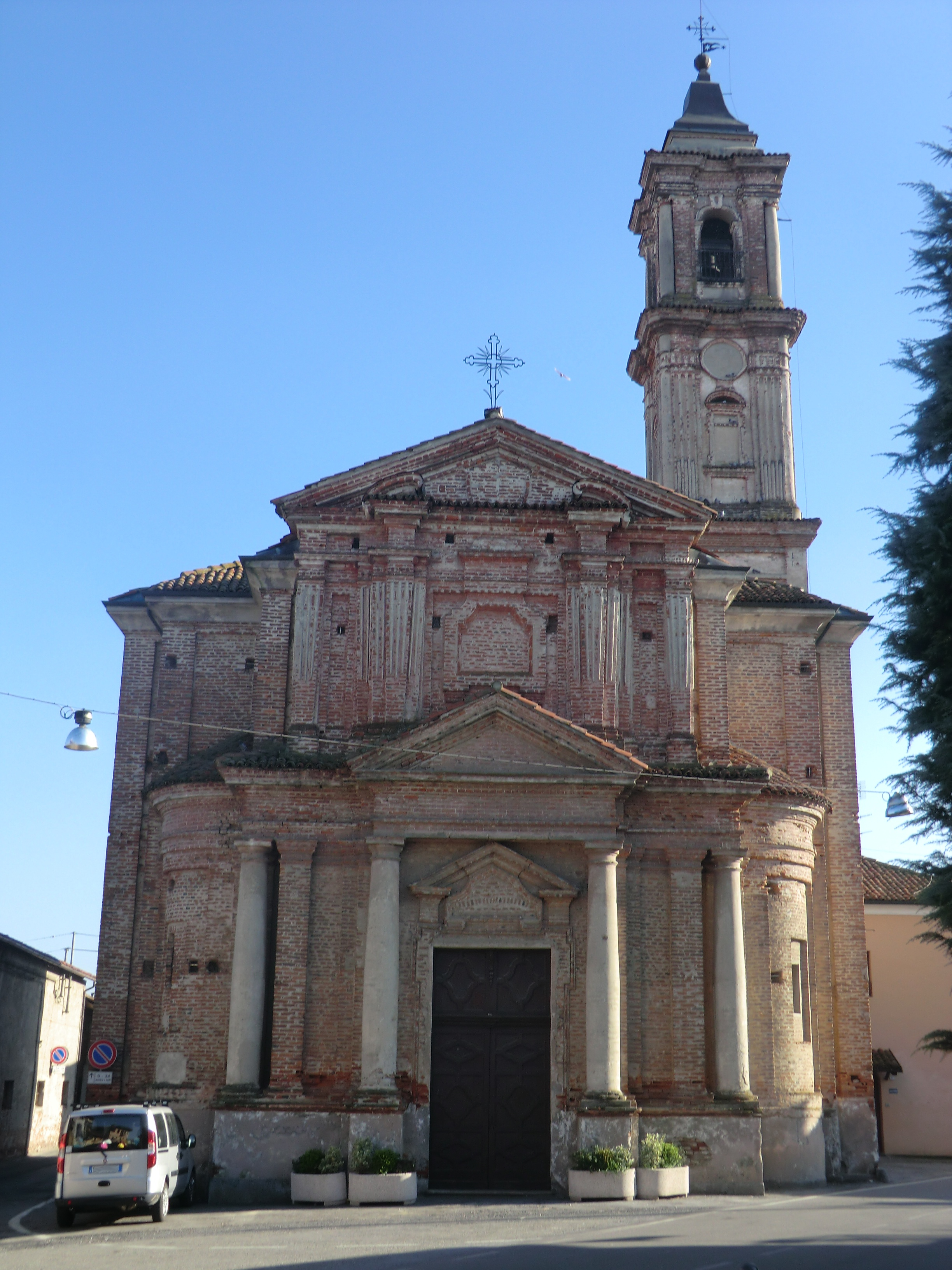
Die Bruderschaft der Disciplinanti

Die Ursprünge des Dorfes reichen bis in die Römerzeit zurück. Es ging in den Besitz der Gräfin Adelaide über, die es dem Bischof von Asti schenkte. Zu Beginn des 14. Jahrhunderts stand es unter der Kontrolle von Pietrino Malabaila, der mit Unterstützung von Amedeo d'Acaia nach verschiedenen Versuchen auch die Burg besetzte. Im Jahr 1418 wurde es nach anhaltenden Streitigkeiten zwischen den Markgrafen von Saluzzo, Monferrato und Acaia als Lehen an Pietro Beggiamo aus Savigliano übergeben und blieb etwa dreihundert Jahre lang bei dessen Nachkommen. Während der Kriege zwischen dem mit Österreich verbündeten Piemont und Frankreich wurde die Burg von französischen Truppen erobert und von der kaiserlichen Armee zerstört. Im Jahr 1741 wurde ein Teil seines Territoriums von den Faussoni, Adligen von Mondovì, gekauft. 1789, nach dem Aussterben der Familie Beggiamo, erwarb Carlo Barel den Grafentitel, in dessen Familie er bis zur Vereinigung Italiens verblieb.

## Sehenswürdigkeiten
- Die Pfarrkirche Mariä Himmelfahrt mit einem einzigen Kirchenschiff, das in einer hufeisenförmigen Apsis endet.
- Die Bruderschaft der Disciplinanti, ab 1750 erbaut, mit zentralem Grundriss und Terrakotta-Fassade, die in zwei übereinander liegende Ordnungen unterteilt ist.
- Der Robilant-Palast und das Schloss, das im 18. Jahrhundert in Form einer Villa erbaut wurde.

## Söhne und Töchter der Gemeinde
- Biagio Abrate (* 1949), General